# Dalmatinski krški puh
Dalmatinski krški puh (lat.:Eliomys quercinus dalmaticus) je nepriznata podvrsta krškog puha koja obitava u Dalmaciji i na području otoka Krka i Paga. Ova vrsta još je nedovoljno istražena.
Službeno se E. q. dalmaticus vodi kao sinonim za vrstu E. quercinus